# Joella Lloyd
Joella Lloyd (St. John's, 12 aprile 2002) è una velocista antiguo-barbudana.

## Record nazionali
Senior
- 60 m piani indoor: 7"15 ( Fayetteville, 27 febbraio 2021)
- 100 m piani: 11"06 ( Lexington, 25 maggio 2024)[1]
- 200 m piani: 22"66 ( Eugene, 9 giugno 2022)
- 200 m piani indoor: 23"38 ( Clemson, 28 gennaio 2023)

## Palmarès
| Anno | Manifestazione          | Sede       | Evento      | Risultato  | Prestazione | Note |
| ---- | ----------------------- | ---------- | ----------- | ---------- | ----------- | ---- |
| 2019 | Campionati NACAC U18    | Queretaro  | 100 m piani | Argento    | 11"43       |      |
| 2019 | Campionati NACAC U18    | Queretaro  | 200 m piani | Batteria   | 23"99       |      |
| 2021 | Campionati NACAC U20    | Costa Rica | 100 m piani | Bronzo     | 11"70       |      |
| 2021 | Campionati NACAC U20    | Costa Rica | 200 m piani | Argento    | 23"55       |      |
| 2021 | Giochi olimpici         | Tokyo      | 100 m piani | Batteria   | 11"54       |      |
| 2022 | Mondiali                | Eugene     | 100 m piani | Batteria   | 23"38       |      |
| 2022 | Giochi del Commonwealth | Birmingham | 100 m piani | Semifinale | 11"49       |      |
| 2022 | Giochi del Commonwealth | Birmingham | 200 m piani | Batteria   | dns         |      |
| 2024 | Giochi olimpici         | Parigi     | 100 m piani | Batteria   | 11"37       |      |
| 2025 | Mondiali indoor         | Nanchino   | 60 m piani  | Semifinale | 7"25        |      |

## Altre competizioni internazionali
2016
- Bronzo ai CARIFTA Games U18 ( St. George's), 100 m piani - 11"90
- 5ª ai CARIFTA Games U18 ( St. George's), 200 m piani - 24"05

2017
- Argento ai CARIFTA Games U18 ( Willemstad), 100 m piani - 11"67
- Bronzo ai CARIFTA Games U18 ( Willemstad), 200 m piani - 24"01
- 4ª ai CARIFTA Games U18 ( Willemstad), staffetta 4x100 m - 46"85